# Оксид тантала(V)
Оксид тантала(V) — неорганическое соединение, оксид металла тантала с формулой Ta2O5, белые тугоплавкие кристаллы, термически устойчивые, не растворимые в воде.

## Получение
- Сжигание тантала в кислороде:

{\displaystyle {\mathsf {4Ta+5O_{2}\ {\xrightarrow {600^{o}C}}\ 2Ta_{2}O_{5}}}}
- Гидролиз фторида тантала(V) или хлорида тантала(V):

{\displaystyle {\mathsf {2TaF_{5}+5H_{2}O\ {\xrightarrow {}}\ Ta_{2}O_{5}\downarrow +10HF}}}
{\displaystyle {\mathsf {2TaCl_{5}+5H_{2}O\ {\xrightarrow {}}\ Ta_{2}O_{5}\downarrow +10HCl}}}

## Физические свойства
Оксид тантала(V) образует белые кристаллы нескольких кристаллических модификаций:
- α-Ta2O5 — тетрагональная сингония, пространственная группа I 41/amd, параметры ячейки a = 0,381 нм, c = 3,609 нм, d = 8,37 г/см³, температура плавления 1887°С, устойчива выше 1360°С;
- β-Ta2O5 — ромбическая сингония, параметры ячейки a = 0,6198 нм, b = 4,029 нм, c = 0,3888 нм, Z = 11, d = 8,18 г/см³, температура плавления 1787°С, устойчива до 1360°С;
- δ-Ta2O5 — гексагональная сингония, параметры ячейки a = 0,3874 нм, c = 0,362 нм, метастабильная, образуется при закалке;
- триклинная сингония, параметры ячейки a = 0,3801 нм, b = 0,3785 нм, c = 3,574 нм, α = 90,91°, β = 90,19°, γ = 90°, метастабильная, образуется при закалке;

При нормальных условиях стабильна форма β-Ta2O5.
Из раствора осаждается в виде гидрата Ta2O5•n H2O, который является более реакционноспособным. После прокаливания  (выше 600°С) становится химически пассивным.

## Химические свойства
- Реагирует с концентрированной плавиковой кислотой:

{\displaystyle {\mathsf {Ta_{2}O_{5}+14HF\ {\xrightarrow {}}\ 2H_{2}[TaF_{7}]+5H_{2}O}}}
- С фторидом калия в разбавленной плавиковой кислоте:

{\displaystyle {\mathsf {Ta_{2}O_{5}+4KF+10HF\ {\xrightarrow {}}\ 2K_{2}[TaF_{7}]\downarrow +5H_{2}O}}}
- Реагирует с растворами щелочей:

{\displaystyle {\mathsf {Ta_{2}O_{5}\ {\xrightarrow {NaOH}}\ Na_{8}[Ta_{6}O_{19}]}}}
- Реагирует при сплавлении с гидроксидами щелочных металлов:

{\displaystyle {\mathsf {Ta_{2}O_{5}+2NaOH\ \xrightarrow {500^{o}C} \ 2NaTaO_{3}+H_{2}O}}}
- Реагирует с хлором в присутствии восстановителей:

{\displaystyle {\mathsf {Ta_{2}O_{5}+10Cl_{2}+5C\ {\xrightarrow {300-350^{o}C}}\ 2TaCl_{5}+5CCl_{2}O}}}
- При сильном нагревании реагирует с хлором:

{\displaystyle {\mathsf {2Ta_{2}O_{5}+10Cl_{2}\ {\xrightarrow {1000^{o}C}}\ 4TaCl_{5}+5O_{2}}}}
- При сильном нагревании реагирует с хлористым водородом:

{\displaystyle {\mathsf {Ta_{2}O_{5}+10HCl\ {\xrightarrow {1000^{o}C}}\ 2TaCl_{5}+5H_{2}O}}}

## Применение
- Промежуточный продукт при получении металлического тантала.
- Благодаря высокой диэлектрической проницаемости и электрической прочности применяется в виде плёнок на поверхности тантала в электролитических конденсаторах и в качестве изолятора при производстве микросхем.
- Обладает высоким показателем преломления и применяется в оптике, в частности, в интерференционных светофильтрах.